# جاي تي تايلور
جاي تي تايلور (بالإنجليزية: J. T. Taylor)‏ هو لاعب كرة قدم أمريكية أمريكي، ولد في 12 أغسطس 1956 في بيوريا في الولايات المتحدة.

## وصلات خارجية
- جاي تي تايلور على موقع مرجع كرة القدم المحترفة.كوم (الإنجليزية)